# Liste des résolutions du Conseil de sécurité des Nations unies adoptées en 1992
Les résolutions du Conseil de sécurité des Nations unies sont les décisions qui sont votées par le Conseil de sécurité des Nations unies.
Une telle résolution est acceptée si au moins neuf des quinze membres (depuis le 17 décembre 1963, 11 membres avant cette date) votent en sa faveur et si aucun des membres permanents qui sont la Chine, les États-Unis, la France, le Royaume-Uni et la Russie (l'Union soviétique avant 1991) n'émet de vote contre (qui est désigné couramment comme un veto).

## Résolutions 726 à 729
- Résolution 726 : territoires occupés par Israël (adoptée le 6 janvier 1992).
- Résolution 727 : République fédérale de Yougoslavie (adoptée le 8 janvier 1992).
- Résolution 728 : Cambodge (adoptée le 8 janvier 1992).
- Résolution 729 : El Salvador (adoptée le 14 janvier 1992).

## Résolutions 730 à 739
- Résolution 730 : Amérique centrale (adoptée le 16 janvier 1992).
- Résolution 731 : Jamahiriya arabe libyenne (adoptée le 21 janvier 1992).
- Résolution 732 : nouveau membre : Kazakhstan (adoptée le 23 janvier 1992).
- Résolution 733 : Somalie (adoptée le 23 janvier 1992).
- Résolution 734 : Israël et le Liban (adoptée le 29 janvier 1992).
- Résolution 735 : nouveau membre : Arménie (adoptée le 29 janvier 1992).
- Résolution 736 : nouveau membre : Kirghizistan (adoptée le 29 janvier 1992).
- Résolution 737 : nouveau membre : Ouzbékistan (adoptée le 29 janvier 1992).
- Résolution 738 : nouveau membre : Tadjikistan (adoptée le 29 janvier 1992).
- Résolution 739 : nouveau membre : République de Moldova (adoptée le 5 février 1992).

## Résolutions 740 à 749
- Résolution 740 : République fédérale de Yougoslavie (adoptée le 7 février 1992).
- Résolution 741 : nouveau membre : Turkménistan (adoptée le 7 février 1992).
- Résolution 742 : nouveau membre : Azerbaïdjan (adoptée le 14 février 1992).
- Résolution 743 : République fédérale de Yougoslavie (adoptée le 21 février 1992).
- Résolution 744 : nouveau membre : Saint-Marin (adoptée le 25 février 1992).
- Résolution 745 : créant l'Autorité provisoire des Nations unies au Cambodge (adoptée le 28 février 1992).
- Résolution 746 : Somalie (adoptée le 17 mars 1992).
- Résolution 747 : Angola (adoptée le 24 mars 1992).
- Résolution 748 : Jamahiriya arabe libyenne. Début de l'embargo contre la Libye, décidé après les attentats de Lockerbie et contre un avion de la compagnie UTA au Niger en 1989, (adoptée le (31 mars 1992) lors de la 3 063e séance).
- Résolution 749 : République fédérale de Yougoslavie (adoptée le 7 avril 1992).

## Résolutions 750 à 759
- Résolution 750 : Chypre (adoptée le 10 avril 1992).
- Résolution 751 : Somalie. la résolution 751 décide l'envoi de troupes en Somalie. (adoptée le 24 avril 1992).
- Résolution 752 : Bosnie-Herzégovine (adoptée le 15 mai 1992).
- Résolution 753 : nouveau membre : Croatie (adoptée le 18 mai 1992).
- Résolution 754 : nouveau membre : Slovénie (adoptée le 18 mai 1992).
- Résolution 755 : nouveau membre : Bosnie-Herzégovine (adoptée le 20 mai 1992).
- Résolution 756 : Israël et la République arabe syrienne (adoptée le 29 mai 1992).
- Résolution 757 : Bosnie-Herzégovine (adoptée le 30 mai 1992).
- Résolution 758 : Bosnie-Herzégovine (adoptée le 8 juin 1992).
- Résolution 759 : Chypre (adoptée le 12 juin 1992).

## Résolutions 760 à 769
- Résolution 760 : République fédérale de Yougoslavie (adoptée le 18 juin 1992).
- Résolution 761 : Bosnie-Herzégovine (adoptée le 29 juin 1992).
- Résolution 762 : ex-Yougoslavie (adoptée le 30 juin 1992).
- Résolution 763 : nouveau membre : Georgie (adoptée le 6 juillet 1992).
- Résolution 764 : Bosnie-Herzégovine (adoptée le 13 juillet 1992).
- Résolution 765 : Somalie (adoptée le 16 juillet 1992).
- Résolution 766 : Cambodge (adoptée le 21 juillet 1992).
- Résolution 767 : Somalie (adoptée le 27 juillet 1992).
- Résolution 768 : Israël et le Liban (adoptée le 30 juillet 1992).
- Résolution 769 : ex-Yougoslavie (adoptée le 7 août 1992).

## Résolutions 770 à 779
- Résolution 770 : Bosnie-Herzégovine (adoptée le 13 août 1992).
- Résolution 771 : ex-Yougoslavie (adoptée le 13 août 1992).
- Résolution 772 : Afrique du Sud (adoptée le 17 août 1992).
- Résolution 773 : L’Irak et le Koweït (adoptée le 26 août 1992).
- Résolution 774 : Chypre (adoptée le 26 août 1992).
- Résolution 775 : Somalie (adoptée le 28 août 1992).
- Résolution 776 : Bosnie-Herzégovine (adoptée le 14 septembre 1992).
- Résolution 777 : République fédérale de Yougoslavie (adoptée le 19 septembre 1992).
- Résolution 778 : L'Irak et le Koweït (adoptée le 2 octobre 1992).
- Résolution 779 : Croatie (adoptée le 6 octobre 1992).

## Résolutions 780 à 789
- Résolution 780 : ex-Yougoslavie (adoptée le 6 octobre 1992).
- Résolution 781 : Bosnie-Herzégovine (adoptée le 9 octobre 1992).
- Résolution 782 : Mozambique (adoptée le 13 octobre 1992).
- Résolution 783 : Cambodge (adoptée le 14 octobre 1992).
- Résolution 784 : El Salvador (adoptée le 30 octobre 1992).
- Résolution 785 : Angola (adoptée le 30 octobre 1992).
- Résolution 786 : Bosnie-Herzégovine (adoptée le 10 novembre 1992).
- Résolution 787 : Bosnie-Herzégovine (adoptée le 16 novembre 1992).
- Résolution 788 : Liberia (adoptée le 19 novembre 1992).
- Résolution 789 : Chypre (adoptée le 25 novembre 1992).

## Résolutions 790 à 799
- Résolution 790 : Israël et la République arabe syrienne (adoptée le 25 novembre 1992).
- Résolution 791 : El Salvador (adoptée le 30 novembre 1992).
- Résolution 792 : Cambodge (adoptée le 30 novembre 1992).
- Résolution 793 : Angola (adoptée le 30 novembre 1992).
- Résolution 794 : Somalie. Lancement de l'Opération Restore Hope en Somalie, réalisée par les États-Unis.  (adoptée le 3 décembre 1992).
- Résolution 795 : ancienne République yougoslave de Macédoine (adoptée le 11 décembre 1992).
- Résolution 796 : Chypre (adoptée le 14 décembre 1992).
- Résolution 797 : Mozambique (adoptée le 17 décembre 1992).
- Résolution 798 : Bosnie-Herzégovine (adoptée le 18 décembre 1992).
- Résolution 799 : territoires occupés par Israël (adoptée le 18 décembre 1992).